# Claudia Atte
Atte (fl. 55–68) è stata una schiava di Nerone che – divenuta liberta – prese, com'era costume, il nome della gens del patrono, la Gens Claudia, diventando Claudia Atte.
Di lei non si conoscono le date di nascita e di morte ma dal 55 al 68 la sua vita si intrecciò con quella dell'imperatore.

## Nerone e Ottavia
Lo storico Cassio Dione Cocceiano ne dà una breve presentazione nella sua Storia romana:
(Cassio Dione Cocceiano, Storia romana, LXI, 7, BUR, Milano, trad. A. Stroppa)
È necessario precisare che per «lui» si deve intendere, appunto, Nerone e non Attalo; e che Ottavia era al momento la moglie legittima di Nerone. Il giovane Tiberio Claudio Nerone Domiziano era stato spinto al matrimonio politico con Ottavia, figlia di Claudio e Messalina, dalla madre Agrippina minore. Costei - tesa verso il potere - vedeva la forza dinastica del legame con l'anziano imperatore.

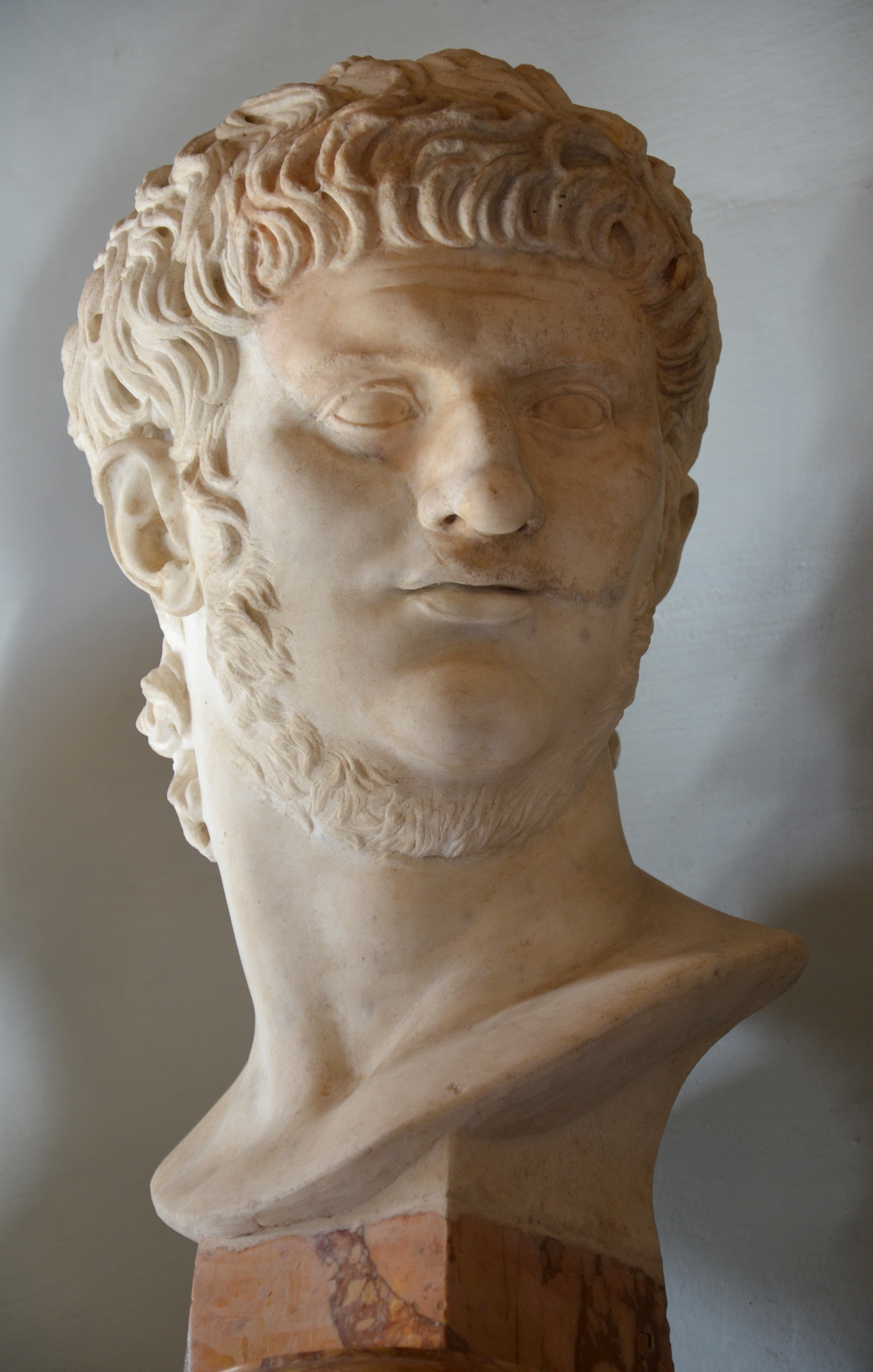
Busto di Nerone esposto ai Musei Capitolini

Soggiogato completamente il debole Claudio, nell'anno 51
(Publio Cornelio Tacito, Annali, XII, 58, BUR, Milano, trad.: B. Ceva)
Ottavia aveva circa undici anni, un carattere mite e non poteva certo competere con le donne che attraversavano la strada di un Nerone nel pieno della gioventù che, ovviamente
(Publio Cornelio Tacito, Annali, XIII, 12, BUR, Milano, trad.: B. Ceva)
Sotto la guida di Seneca e Afranio Burro, che Agrippina aveva messo a fianco del figlio per guidarlo nel percorso politico in quegli anni giovanili, Nerone iniziò la sua vita pubblica. Con il passare del tempo e l'aumento della consapevolezza, Nerone iniziò a scuotere progressivamente il giogo di una madre che lo voleva usare per detenere il vero potere dietro al trono. In questa fase Seneca e Burro furono probabilmente costretti a trovare una donna disposta a calmare le frenesie sessuali di Nerone, allo scopo di mantenere una parvenza di decoro nei confronti delle matrone di alto rango della corte imperiale. Claudia Atte fu quella donna.

## La liberta
Svetonio ci racconta che Nerone
(Gaio Svetonio Tranquillo, Vite dei dodici Cesari, Vita di Nerone, VI, 28, Newton, Roma, 1995, trad.: D. Medici)
Se da un lato Claudia Atte riuscì - forse - a frenare in parte l'imperiale esuberanza, certo rese chiaro a Nerone tutta l'ampiezza del suo potere e Agrippina vide inesorabilmente scemare il suo controllo sul figlio. La madre, ovviamente, tentò in ogni modo, ma invano, di opporsi a questa deriva psicologica:
(Publio Cornelio Tacito, Annali, XIII, 12, BUR, Milano, trad.: B. Ceva)
Uno dei parenti di Seneca, Anneo Sereno, finse di essere innamorato di Atte per nascondere l'innamoramento del principe 
(Publio Cornelio Tacito, Annali, XIII, 13, BUR, Milano, trad.: B. Ceva)
Atte sembrava essersi impadronita delle notti di Nerone. Ma non per questo il giovane imperatore smetteva di cercare altri amori e altre dissolutezze.
Agrippina si riavvicinò a Britannico, possibile serio rivale per il trono e Nerone lo fece avvelenare. Agrippina si schierò decisamente contro il figlio. Nerone prese come amante Sabina Poppea che lo istigò a liberarsi prima della madre e poi dei consiglieri.
Nella convulsa vita della corte imperiale Atte sembra poi scomparire e le cronache non ne fanno cenno. Solo Tacito, decisamente contrario alla donna anche dopo decine di anni, la accomuna alle nefandezze dell'imperatore, in pratica accusandola - usando parole di Poppea - di essere la causa delle depravazioni dell'amante:
(Publio Cornelio Tacito, Annali, XIII, 47, BUR, Milano, trad.: B. Ceva)

## L'amica
Però è sempre Atte a venire spinta avanti da Seneca quando, a detta di Cluvio e come ci viene riportato da Tacito, Agrippina, nel tentativo di riprendere il potere, si offre al figlio ebbro. I cortigiani avevano notato l'atteggiamento e Seneca, non riuscendo a controllare il principe 
(Publio Cornelio Tacito, Annali, XIV, 2, BUR, Milano, trad.: B. Ceva)

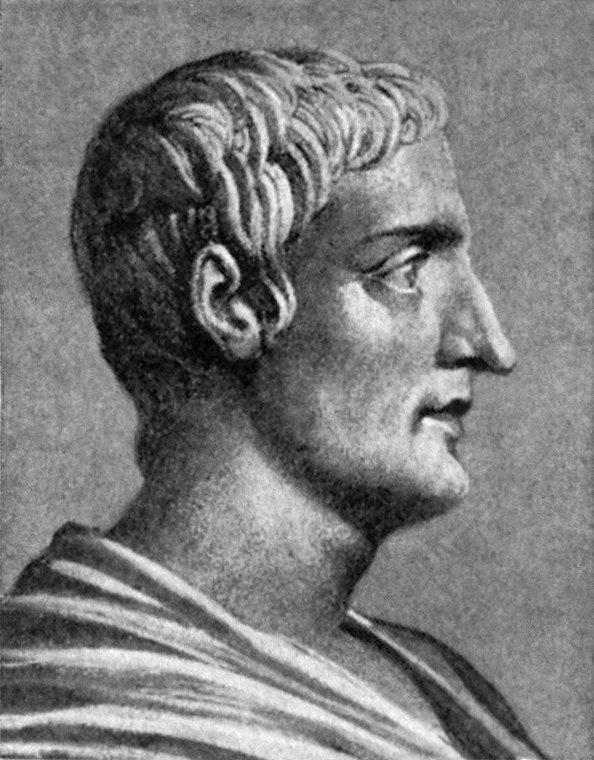
Publio Cornelio Tacito

Tacito non si lascia sfuggire l'occasione, come vediamo, di sferrare una sferzata alla povera donna; l'intervento non è spontaneo ma comandato dal filosofo e, peggio, accettato non per amore ma in quanto "preoccupata per il pericolo proprio". In realtà è logico supporre che una donna, dal rango sociale bassissimo, una liberta, per quanto amante dell'imperatore, una volta soppiantata da Poppea non potesse prendere molte iniziative. Tacito di Atte non parlerà più.
Agrippina verrà uccisa nel 59 dal prefetto della flotta di Miseno, Aniceto. Nel 62 morì Burro, Seneca fu costretto a ritirarsi in Corsica. Nel 63 Nerone e Poppea ebbero una figlia che però morì ancora in fasce.
E sarà Svetonio a raccontare le ultime gesta della liberta asiatica.
Nerone morirà nel 68, come sappiamo, in fuga e abbandonato da quasi tutti i suoi cortigiani. Ma una volta recuperato il corpo
(Gaio Svetonio Tranquillo, Vite dei dodici Cesari, Vita di Nerone, VI, 50, Newton, Roma, 1995, trad.: D. Medici)

## Atte a Olbia
Dopo il matrimonio di Nerone con Poppea, Atte verrà esiliata in Sardegna, a Olbia. Per disposizione dell'imperatore vi possedeva comunque vasti latifondi e una fabbrica di laterizi (con il bollo Actes Augu[sti] l[iberta]). Si ha notizia che Atte, ad Olbia, dedicò un tempio alla dea Cerere; l'architrave del tempio - con la dedicazione di Atte - venne recuperata in epoca pisana ed è conservata nel Camposanto monumentale di Pisa.

## Riferimenti in opere moderne
- Atte compare nel romanzo di Henryk Sienkiewicz, Quo Vadis e nel film Nerone. Il personaggio di Octavia è un riferimento a lei nella serie The 100.
- Atte è la protagonista del romanzo di Alexandre Dumas padre intitolato "Acté e Nerone".
- Atte compare altresì nel dramma Nerone di Pietro Cossa.

## Fonti
- Cassio Dione Cocceiano, Storia romana, BUR, Milano, trad.: A. Stroppa. ISBN 88-17-17269-3
- Gaio Svetonio Tranquillo, Vite dei dodici Cesari, Vita di Nerone, Newton, Roma, 1995, trad.: D. Medici. ISBN 88-8183-131-7
- Publio Cornelio Tacito, Annali, BUR, Milano, 1994. trad.: B. Ceva. ISBN 88-17-17147-6